# Luise Ullrich

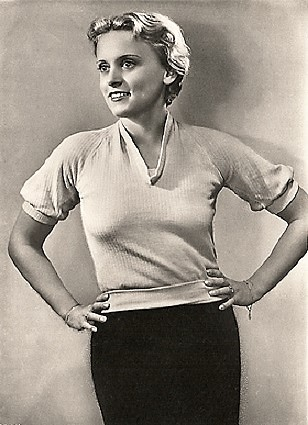
Luise Ullrich (1930er-Jahre)

Luise Ullrich (* 31. Oktober 1910 als Aloisia Elisabeth Ullrich in Wien, Österreich-Ungarn; † 21. Januar 1985 in München) war eine österreichische Schauspielerin und Schriftstellerin.

## Leben
Die Tochter des Majors der Österreich-Ungarischen Armee Richard Ullrich und seiner Frau, der Konzertgeigerin Aloisia Ullrich, geborene Bernert, besuchte eine Mädchenoberschule in Wien bis zur Mittleren Reife. Sie erhielt bereits mit 14 Jahren an der Wiener Akademie für Musik und Darstellende Kunst eine Ausbildung zur Schauspielerin.
1936 bereiste sie mit Pony und Zelt Island.
Nach einer Artikelserie in der Berliner Zeitung über ihre isländischen Reiseerlebnisse bereiste sie 1938 im Auftrag des Deutschen Verlags ein Jahr lang Südamerika. Ihre Erlebnisse verarbeitete sie in dem Roman Sehnsucht, wohin führst du mich?. Ullrich schrieb darüber hinaus mehrere Reiseberichte und die Autobiografie Komm auf die Schaukel, Luise (1973).
In Lima lernte sie während ihrer Südamerikareise den Flieger Wulf-Diether Graf zu Castell-Rüdenhausen (1905–1980) kennen, den sie 1942 heiratete. Nach dem Krieg zog die Familie nach München. Aus der Verbindung gingen die Töchter Gabriela (* 1944) und Michaela (1945–2011) hervor. Michaela war ab 1968 mit dem Arzt Bernd Rosemeyer (1937–2020), dem einzigen Sohn des Automobilrennfahrers Bernd Rosemeyer und der Fliegerin Elly Beinhorn, verheiratet.
1979 wurde die Ullrich für ihr Lebenswerk mit dem Filmband in Gold ausgezeichnet.
Das Grab von Luise Ullrich befindet sich auf dem Waldfriedhof Grünwald bei München.

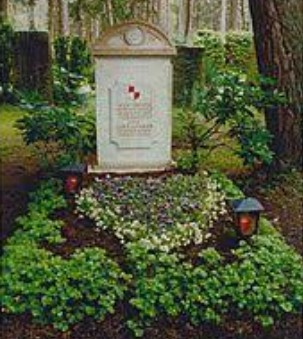
Grabstätte von Luise Ullrich

## Theater
Ihr Debüt gab Luise Ullrich 1926 an der Wiener Volksbühne als „Mariechen“ in Hermann Sudermanns Heimat, womit sie erste Erfolge feierte. Sie trat etwas später auch im Wiener Burgtheater auf. 1929 bis 1931 gehörte sie zum Ensemble des Wiener Deutschen Volkstheaters. 1931 übersiedelte sie nach Berlin, wo sie auf der dortigen Volksbühne stand. 1931/32 und 1935/36 gehörte sie zum Ensemble am Staatstheater Berlin. Auftritte hatte sie ebenfalls am Deutschen Theater sowie am Lessingtheater. Im Theaterstück Rauhnacht von Richard Billinger gab sie in der Inszenierung von Jürgen Fehling an der Seite von Werner Krauß die Dorfkrämerin Kreszenz und feierte damit ihren ersten großen darstellerischen Triumph. Mehreren Quellen zufolge wurde sie dort von Luis Trenker für den Film Der Rebell entdeckt. Sie stand 1944 in der Gottbegnadeten-Liste des Reichsministeriums für Volksaufklärung und Propaganda.
Ullrich blieb der Bühne auch nach dem Krieg treu. Sie spielte regelmäßig in ihrer Wahlheimatstadt München an der Kleinen Komödie sowie am Gärtnerplatztheater.

## Film
Erste Schritte vor Filmkameras machte Ullrich 1932 in den UFA-Kurzfilmen zum 100. Todestag Goethes. Ihr eigentlicher Entdecker für den Film ist Luis Trenker, der sie 1932 für die Rolle der Erika in Der Rebell engagierte. Danach erfolgte 1933 der Durchbruch als das arme „Wiener Mädl“ Mizzi in Liebelei, der Max-Ophüls-Verfilmung des gleichnamigen Werkes von Arthur Schnitzler. Weitere Rollen waren Emmy in Willi Forsts Schubert-Biografie Leise flehen meine Lieder und die Braut Mizzi Ebeseder in Vorstadtvarieté. Ihre erste Hauptrolle spielte sie 1935 in Erich Waschnecks Regine als einfache Magd, die durch Heirat einen märchenhaften Aufstieg erlebt.
In ihrem ersten Nachkriegserfolg Nachtwache spielte sie eine am Christentum zweifelnde Ärztin. In den 1950er Jahren verkörperte sie resolute Frauen der Gegenwart, die selbstbewusst und zugleich liebenswert für ihre Rechte kämpfen. Anfang der 1960er Jahre zog sie sich vom Film zurück und beschränkte sich auf gelegentliche Fernsehrollen, darunter 1972 als patente Oma in Rainer Werner Fassbinders Familienserie Acht Stunden sind kein Tag.

## Filmografie
- 1932: Der Rebell
- 1933: Liebelei
- 1933: Leise flehen meine Lieder
- 1933: Heimkehr ins Glück
- 1933: Der Flüchtling aus Chicago
- 1933: Glück im Schloß
- 1934: Zwischen zwei Herzen
- 1934: Liebe dumme Mama
- 1934: Vorstadtvarieté
- 1934: Regine
- 1935: Das Einmaleins der Liebe
- 1935: Viktoria
- 1936: Schatten der Vergangenheit
- 1937: Versprich mir nichts!
- 1938: Ich liebe Dich
- 1938: Der Tag nach der Scheidung
- 1940: Liebesschule
- 1941: Annelie
- 1942: Der Fall Rainer
- 1944: Nora
- 1945: Kamerad Hedwig (unvollendet)
- 1949: Nachtwache
- 1949: Die Reise nach Marrakesch
- 1953: Vergiß die Liebe nicht[5]
- 1953: Regina Amstetten
- 1954: Eine Frau von heute
- 1954: Ihre große Prüfung
- 1955: Ich weiß, wofür ich lebe
- 1955: Um Thron und Liebe
- 1956: Die liebe Familie
- 1957: Alle Wege führen heim
- 1958: Ist Mama nicht fabelhaft?
- 1960: Ein Student ging vorbei
- 1960: Bis dass das Geld Euch scheidet …
- 1961: Frau Irene Besser
- 1961: Froher Herbst des Lebens (TV)
- 1961: Die Schatten werden länger
- 1962: Dôna Rosita bleibt ledig (TV)
- 1964: Frau Warrens Gewerbe (TV)
- 1966: Die gelehrten Frauen (TV)
- 1966: Schöne Geschichten mit Mama und Papa (TV)
- 1968: Zirkus meines Lebens (TV)
- 1970: Dr. Meinhardts trauriges Ende (Fernsehserie Der Kommissar)
- 1972−/1973: Acht Stunden sind kein Tag (Fernsehserie)
- 1981: Bring’s mir bei, Celine (TV)
- 1984: Geschichten aus der Heimat: Bescheidenheit ist eine Zier (Fernsehserie, 1 Folge)

## Hörspiele
- 1946: Gaslicht (nach  Patrick Hamilton) – Regie: Curt Hampe
- 1946: Versprich mir nichts – Regie: Hans Walter Binder
- 1947: Geister, Gänger und Gesichter – Regie: Harald Braun
- 1950: Das Zauberbett (nach Pedro Calderón de la Barca) – Regie: Wilm ten Haaf
- 1950: Nocturno 1941 – Regie: Friedrich-Carl Kobbe
- 1952: Charlotte Löwensköld (nach Selma Lagerlöf) – Regie: Rudolf Rieth
- 1953: Der Chef kommt um sechs – Regie: Hermann Wenninger
- 1953: Wir ziehen um (von Walter Netzsch) – Regie: Kurt Wilhelm
- 1960: Der Familienausflug – Autor und Regie: Heinz von Cramer
- 1962: Gäste aus Deutschland – Regie: Fritz Schröder-Jahn
- 1964: Auftrag für Quentin Barnaby. Aus den Tagebüchern eines Branddetektivs; 3. Folge: Das Haus der Ella Martin – Regie: Walter Netzsch

## Auszeichnungen
- 1941: Coppa Volpi für Annelie [6][7]
- 1963: Bambi für ihre Verdienste um den deutschen Film
- 1973: Verdienstkreuz 1. Klasse der Bundesrepublik Deutschland[8]
- 1979: Filmband in Gold für ihr langjähriges und hervorragendes Wirken im deutschen Film

## Trivia
In München ist nach ihr die Luise-Ullrich-Straße im Stadtbezirk Neuhausen-Nymphenburg benannt.

## Werke
- Ferien in Zelt und Wohnwagen. Reiseschilderungen aus Island, Italien, Spanien und Frankreich. Zaunkönig, Hersching 1957
- Komm auf die Schaukel, Luise. Balance eines Lebens. Verlag R. S. Schulz, Percha 1973, ISBN 3-7962-0013-3
- Ricarda. Desch; München, Wien, Basel 1955
- Sehnsucht wohin führst du mich. Südamerikanisches Tagebuch. Propyläen, Berlin 1941
- Unterwegs zu mir. Australische Impressionen. Langen-Müller, München 1983